# Todis
Todis è una società della grande distribuzione organizzata nata, nel 1994 con la formula discount, sotto l'insegna Topdì discount e presente soprattutto nel Centro e Sud Italia.

## Storia
La IGES S.r.l., società che detiene il marchio Todis, facente capo al Gruppo PAC 2000A (Cooperativa di dettaglianti appartenenti al Consorzio Nazionale Conad) nasce nel 1994 con ambizioni nazionali sotto l'insegna Topdì discount, rimanendo tale per cinque anni.
Nel 1999 il marchio Topdì va incontro ad un rebranding, diventando Todis.
Con l'arrivo del nuovo millennio l'azienda concentra in modo preponderante il proprio core business nella commercializzazione di prodotti a marchio.
Nel 2020, l'azienda crea Clivietta, una sorta di testimonial virtuale, e nello stesso anno Lino Banfi divenne anch'egli testimonial.

## Rete

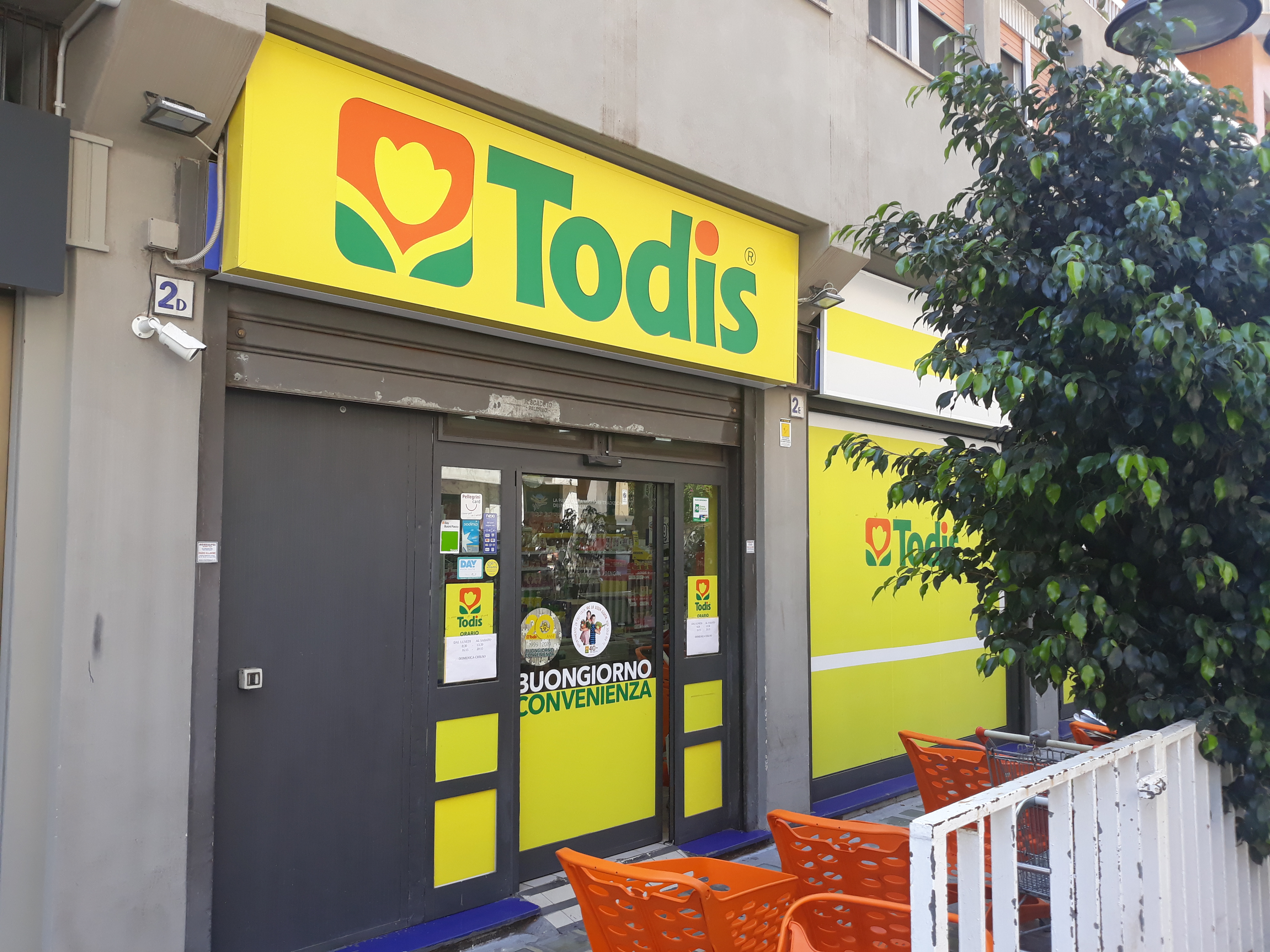
Punto vendita Todis a Palermo

Todis è presente in 11 regioni italiane e conta a fine 2023 su una rete di più di 300 punti vendita (circa 210 in capo a Iges Srl per Umbria, Lazio, Campania, Calabria, Sicilia) e circa 100 affiliati tramite le società partecipate Addis Srl (con Conad Adriatico) per Marche, Abruzzo, Molise, Puglia, Basilicata.
L'ampliamento del network è stato favorito dalla facoltà attribuita agli imprenditori di passare sotto l'insegna Todis mediante meccanismi di franchising e affiliazione, nonché dall'acquisizione di alcuni negozi ex-Dico.

### Punti vendita
Aggiornato al 18 Marzo 2024
| Regione  | Numero di discount |
| -------- | ------------------ |
| Umbria   | 19                 |
| Lazio    | 166                |
| Campania | 24                 |
| Calabria | 1                  |
| Toscana  | 1                  |
| Marche   | 4                  |
| Abruzzo  | 26                 |
| Molise   | 2                  |
| Puglia   | 28                 |
| Sicilia  | 34                 |